# Natália Dubovcová
Natália Dubovcová (Bratislava, 5 de julio de 1990) es una exjugadora de voleibol de playa eslovaca, semifinalista en el Campeonato de Europa de 2015 en Austria.

## Carrera
En 2007 se asoció con Dominika Kristiniková y alcanzó el decimoséptimo lugar en el Campeonato de Europa Sub-18 en Brno, y luego con Daniela Hradecká en el Campeonato Mundial Sub-19 en Mysłowice y terminaron en el vigésimo noveno lugar. En 2009, formó equipo con Dominika Nestarcová y se proclamó campeona nacional, debutando con esta pareja en el circuito mundial en el Masters de Gran Canaria y Berlín, acabando en el puesto decimotercero en el Cyprus Challenger, y compitiendo también en el Stare Jabłonki y el Open de La Haya.
En 2010, jugó junto a Nestarcová y fueron dos campeones de Eslovaquia, terminaron novenos en el Challenger de Varna y también jugaron en los Grand Slams de Moscú y Klagenfurt. Al año siguiente obtuvo el cuarto puesto en la etapa Satélite de Baden y el séptimo puesto en el Masters de Niechorze del circuito mundial. En 2012 fueron cuartas en el Masters de Baden, quintas en el Grand Slam de Gstaad y en el Masters de Varna aún clasificadas por primera vez para el torneo principal de la Eurocopa de Scheveningen y finalizadas novenas. Estuvo con Nestarcová en el Campeonato Mundial de 2013 en Stare Jabłonki y llegó a la etapa de los octavos de final y terminó noveno y en el circuito mundial terminaron quintos en el Grand Slam de Long Beach, además del noveno lugar en el Grand Slam de São Paulo, terminaron en el decimoséptimo lugar en el Campeonato de Europa en Klagenfurt.

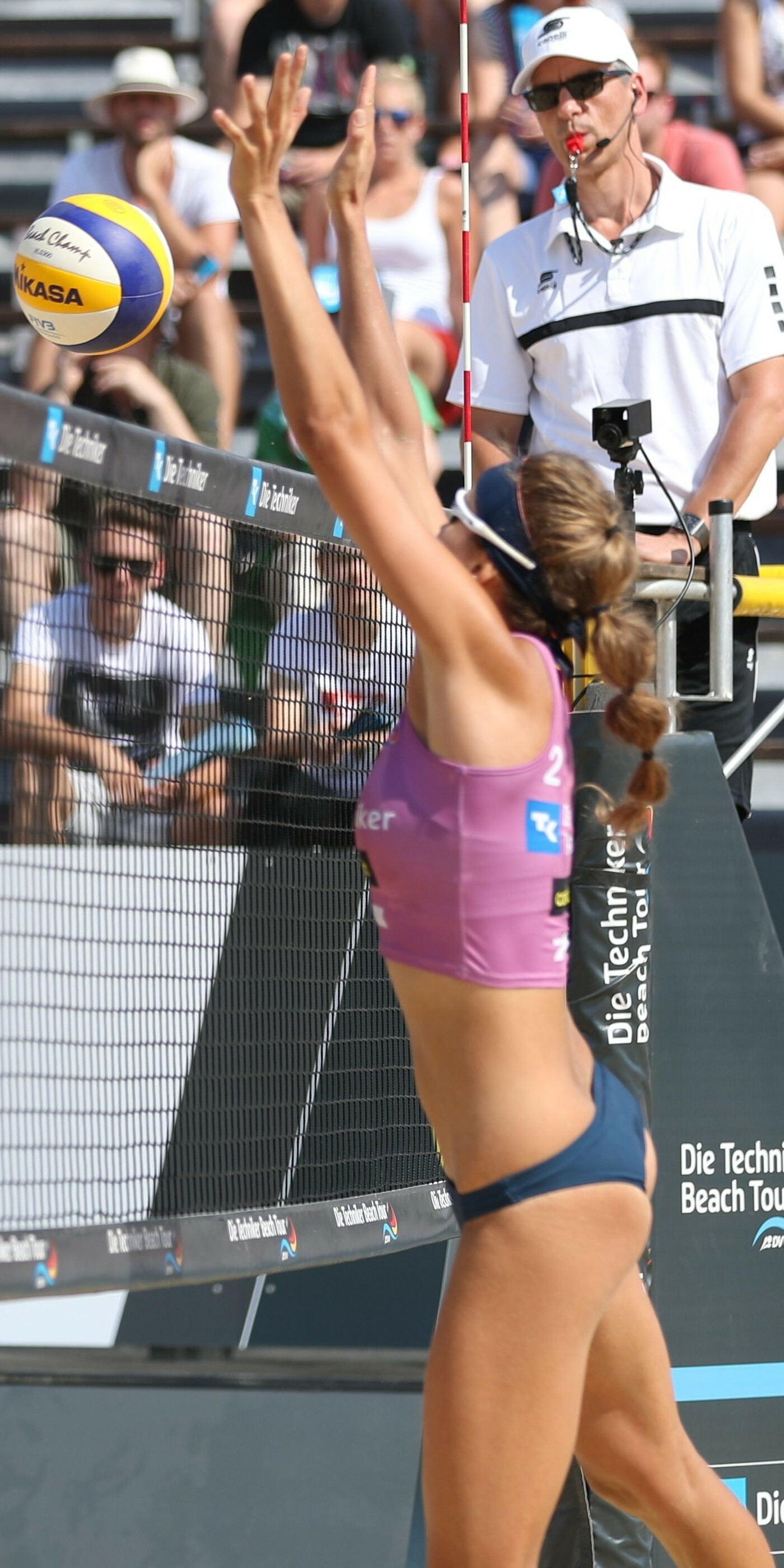
Dubovcová en el Die Techniker Beach Tour en 2018.

En 2014, estuvieron juntos en el Campeonato de Europa de 2014 en Cagliari, nuevamente llegaron a los octavos de final y una vez más terminaron en el noveno lugar, y en el World Tour después de un noveno lugar en el Grand Slam de Berlín, y por primera vez fueron medallistas, obteniendo terceros lugares en los Grand Slams de Stavanger y Long Beach, finalizando noveno en el Abierto de Praga y Stavanger Major Series y quinto en el Grand Slam de Moscú. En el Campeonato Mundial de 2015 en los Países Bajos, terminaron en el decimoséptimo lugar, y en el Campeonato Europeo en Klagenfurt, terminaron en cuarto lugar.
En la gira mundial de 2016, jugaron juntos y terminaron noveno en los Abiertos de Vitoria y Antalya, terminaron terceros en el Grand Slam en Olsztyn, y en el Campeonato de Europa en Bienna perdieron en los octavos de final, luego rompieron con el dúo e incluso compitió cuatro torneos más con Nina Herelová. Desde 2017 compite con Andrea Štrbová, finalizando noveno en La Haya (torneo de tres estrellas) y decimoséptimo en Olsztyn (torneo de cuatro estrellas), también han disputado los torneos de Siófok, Mersin y Vaduz.
Con Andrea Štrbová, en 2018 jugaron por primera vez en un torneo de cinco estrellas en Fort Lauderdale, obteniendo el tercer lugar en el torneo de tres estrellas en Mersin, fueron eliminados en la ronda preliminar del Campeonato de Europa de 2018, y fueron a compitieron en el circuito alemán (German Techniker Beach Tour), en las etapas de Münster y Dresden, cuando terminaron en cuarto lugar. En el Tour Mundial 2018-19 quedaron quintos en el Torneo de Cinco Estrellas de Gstaad, Qinzhou y Kuala Lumpur (tres estrellas cada uno) y los eventos de La Haya (Cuatro Estrellas), terminaron novenos en los Torneos de Cuatro Estrellas en Itapema y Jinjiang, y jugaron en el Campeonato Mundial de 2019 en Hamburgo y la Final en Roma, terminando en el decimoséptimo lugar.